# مانو مورلانز
مانو مورلانز (انگلیسی: Manu Morlanes؛ زادهٔ ۱۲ ژانویهٔ ۱۹۹۹) بازیکن فوتبال اهل اسپانیا است.
از باشگاه‌هایی که در آن بازی کرده‌است می‌توان به باشگاه فوتبال ویارئال اشاره کرد.
وی همچنین در تیم‌های ملی فوتبال زیر ۱۶ سال اسپانیا، زیر ۱۷ سال اسپانیا، زیر ۱۹ سال اسپانیا، و زیر ۲۱ سال اسپانیا بازی کرده‌است.